# 古味慎也
古味 慎也（こみ しんや）は、日本の漫画家。

## 作品リスト
- 『EX-VITA』集英社〈ヤングジャンプ・コミックス〉全2巻（『ミラクルジャンプ』No.6[2] - No.14[3]）
- 『D'z』集英社〈ヤングジャンプコミックス〉、2014年11月19日発売[4]、ISBN 978-4-08-890053-7（原作：HiRock、『ミラクルジャンプ』2014年5月号[5] - 10月号）
- 『EX-ARM エクスアーム』集英社〈ヤングジャンプ・コミックス〉全14巻（原作：HiRock、『グランドジャンプ』2015年6号[6] - 2018年1号 →『少年ジャンプ+』2017年12月20日 - 2019年6月26日） - 『EX-VITA』のリメイク作品。
- 『EX-ARM EXA エクスアーム エクサ』集英社〈ヤングジャンプ・コミックス〉全2巻（原作：HiRock、『グランドジャンプむちゃ』2019年9月号[7] - 2021年3月号） - 『EX-ARM エクスアーム』の続編。
- 『EX-ARM Another Code エクスアーム アナザーコード』集英社〈ヤングジャンプ・コミックス〉全2巻（原作：久麻當郎、『ウルトラジャンプ』2020年3月号[8] - 2020年12月号） - 『EX-ARM エクスアーム』の小説のコミカライズ。
- 『空をまとって』集英社〈ヤングジャンプ・コミックス〉既刊6巻（『グランドジャンプ』2023年11号[9] - ）
  1. 2023年10月19日発売[10][11]、ISBN 978-4-08-892872-2
  2. 2024年2月19日発売[12]、ISBN 978-4-08-893128-9
  3. 2024年6月19日発売[13]、ISBN 978-4-08-893282-8
  4. 2024年10月18日発売[14]、ISBN 978-4-08-893419-8
  5. 2025年2月18日発売[15]、ISBN 978-4-08-893565-2
  6. 2025年6月18日発売[16]、ISBN 978-4-08-893708-3